# Сухораба
Сухораба (пол. Suchoraba) — село в Польщі, у гміні Неполомиці Велицького повіту Малопольського воєводства.
Населення — 284 особи (2011).

## Демографія
Демографічна структура станом на 31 березня 2011 року:
|          | Загалом | Допрацездатний вік | Працездатний вік | Постпрацездатний вік |
| -------- | ------- | ------------------ | ---------------- | -------------------- |
| Чоловіки | 139     | 34                 | 98               | 7                    |
| Жінки    | 145     | 28                 | 88               | 29                   |
| Разом    | 284     | 62                 | 186              | 36                   |